# Židikai
Židikai (en lituà: Židikų seniūnija) és un poble del nord-oest de Lituània (Comtat de Telšiai). La localitat és situada a 21 km a oest de Dt.žeikiai. Té 536 habitants (2003).
Entre el 1915 i el 1930, hi va viure la famosa escriptora Šatrijos Ragana. Hi ha una església catòlica i una escola.

## Galeria

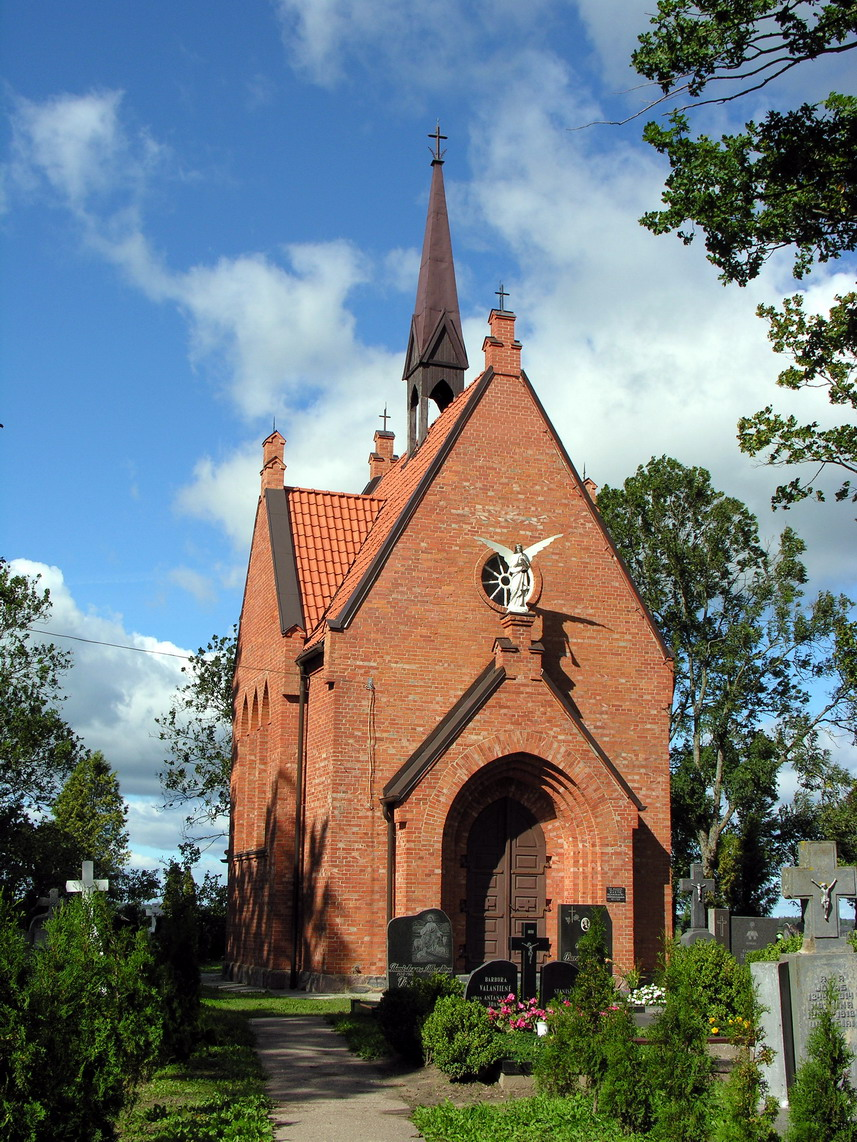
Tomba de l'escriptora Šatrijos Ragana
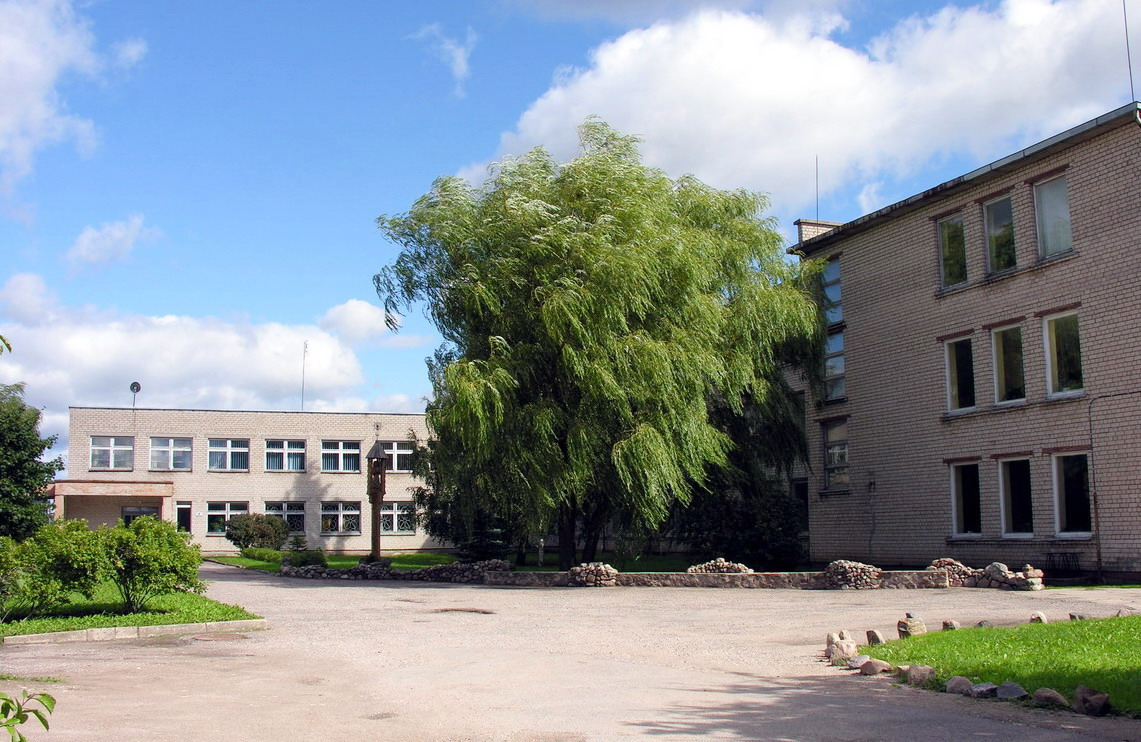
Escola de Marija Pečkauskaitė
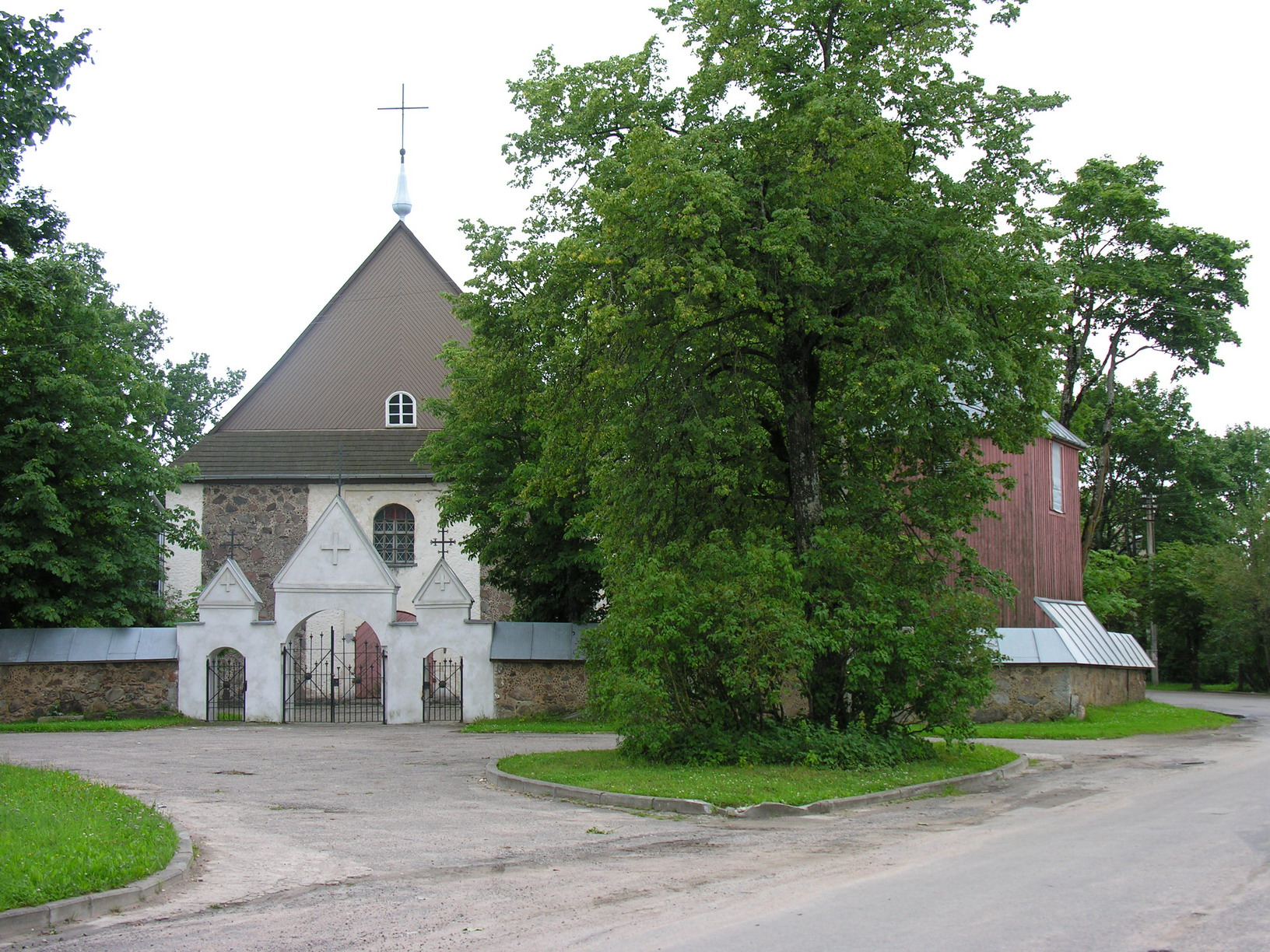
Església de Sant Joan
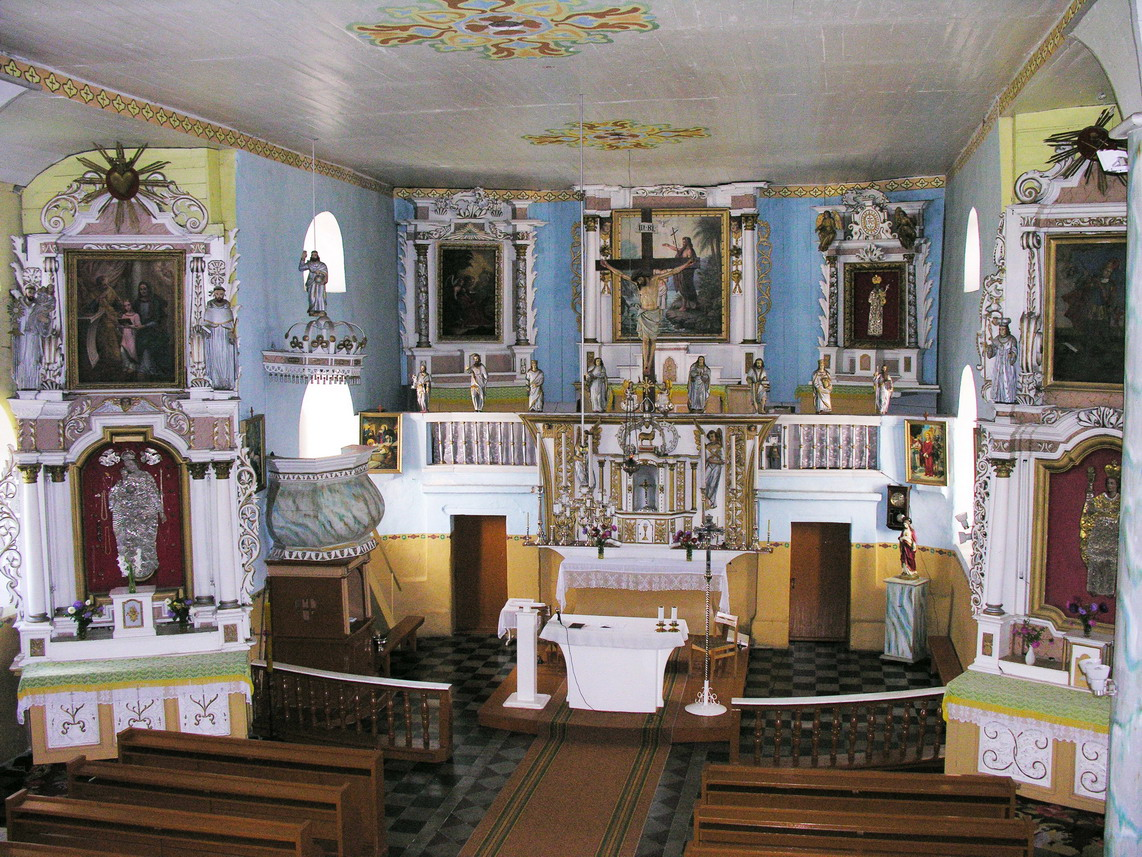
Església de Sant Joan